# 松岡朱里
松岡 朱里（まつおか じゅり、2001年8月24日 - ）は、テレビ朝日のアナウンサー。

## 来歴・人物
北海道出身。
北星学園大学附属高等学校、国際基督教大学教養学部アーツサイエンス学科卒業。
2024年4月、テレビ朝日に入社。同期入社は三山賀子。
『羽鳥慎一モーニングショー』に初登場した時は2024年4月1日で入社式前だったので、生放送終了後に入社式を行った。
趣味は料理とダンス。

## 出演
- 羽鳥慎一モーニングショー（2024年4月 - 、アシスタントMC）
  - 同局入社初日から出演、番組を入社初日から掛け持つのは、2019年入社で先輩の斎藤ちはる（2022年3月まで担当し、現在は前座番組の『グッド!モーニング』の平日総合司会〈2023年6月まで内包番組の『ANNニュース』を兼任〉を担当）に次いで2人目である。